# دی‌بوتیل فتالات
دی‌بوتیل فتالات (به انگلیسی: Dibutyl phthalate) یک ترکیب شیمیایی با شناسه پاب‌کم ۳۰۲۶ است. شکل ظاهری این ترکیب، مایع روغنی بی‌رنگ است.
دی‌بوتیل فتالات به عنوان یک افزودنی به چسب یا جوهر برای چاپ استفاده می شود. این ترکیب محلول در حلال‌های آلی  مثل الکل، اتر و بنزن است. 